# BR-262
La BR-262 è un'autostrada federale brasiliana che unisce gli stati di Espírito Santo, Minas Gerais, San Paolo e Mato Grosso do Sul con la frontiera boliviana presso Corumbá. Oltreconfine prosegue come Strada 4.

## Percorso
Inizia a Cariacica, nell'area metropolitana di Vitória, la capitale di Espírito Santo, e termina presso la frontiera boliviana, a Corumbá, nello Stato del Mato Grosso do Sul. Si estende per 195,5 km nello Stato di Espírito Santo, per 999,8 km nello Stato di Minas Gerais, per 316,7 km nello Stato di San Paolo e per 783 km nello Stato del Mato Grosso do Sul. Il tratto di San Paolo non è riconosciuto ufficialmente, anche se pare che il tracciato sia concomitante con quello della SP-310 nel tratto tra Nhandeara e Ilha Solteira.
Dal comune di João Monlevade, l'autostrada si unisce alla BR-381 e condividono lo stesso percorso. La BR-262 devia poi attraverso le città di Caeté e Sabará per poi ricongiungersi con la BR-381 nella città di Belo Horizonte.

### Raddoppio
Il tratto di 84 km da Betim a Nova Serrana, nel Minas Gerais, è stato raddoppiato nel 2011.
Il tratto di 180 km tra Viana (ES) e il confine con Minas Gerais sarà assegnato nel 2020 e il raddoppio dovrebbe avvenire entro il 2040. Il tratto tra Viana e il distretto di Victor Hugo, a Marechal Floriano, dovrebbe essere duplicato entro il 2028.